# Rooster Cogburn
Rooster Cogburn (bra Justiceiro Implacável) é um filme estadunidense de 1975, dos gêneros ação, aventura e western, dirigido por Stuart Millar, com roteiro de Martin Julien baseado no personagem criado no romance True Grit, de Charles Portis.

## Elenco
- John Wayne... Reuben "Rooster" J. Cogburn
- Katharine Hepburn... Eula
- Anthony Zerbe... Breed
- Richard Jordan... Hawk
- John McIntire... Juiz Parker
- Paul Koslo... Luke
- Jack Colvin... Red
- Jon Lormer... Reverendo Goodnight
- Richard Romancito... Wolf
- Lane Smith... Leroy
- Warren Vanders... Bagby
- Jerry Gattlin... Nose
- Strother Martin... McCoy

## Sinopse
Em 1880, o delegado "Rooster" Cogburn foi demitido de seu emprego de delegado federal, pois, segundo seu superior, o juiz Parker da Corte de Arkansas, em dez anos de serviço ele matou sessenta bandidos, quando tinha ordens para entregá-los vivos para o julgamento. Mas o juiz logo é obrigado a voltar atrás e readmitir Cogburn quando a quadrilha do sanguinário Hawk assalta uma carroça do exército carregada de nitroglicerina, matando todos os soldados. Cogburn aceita o emprego de volta depois de pedir aumento. O juiz promete lhe enviar homens para ajudar na perseguição, mas os tais não aparecem e o delegado vai atrás dos bandidos sozinho.